# 90e division d'infanterie (États-Unis)
Pour les articles homonymes, voir 90e division.

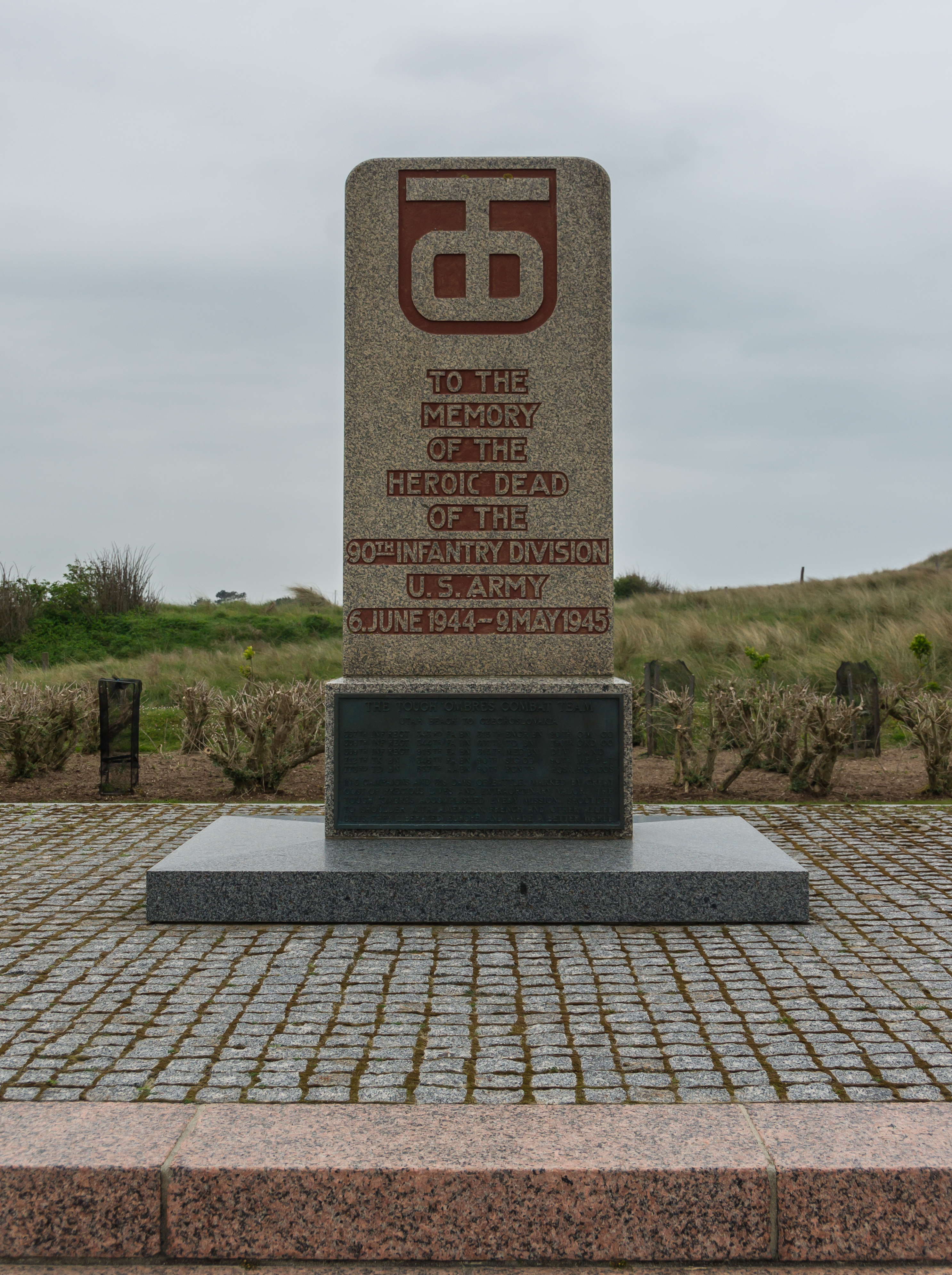
Monument en hommage à la d'infanterie sur Utah Beach.

La 90e division d'infanterie (90th Infantry Division) est une division de l'US Army qui combat lors des deux guerres mondiales. La 90e brigade de soutien est l'héritière de cette unité.
La division, créée en 1917, participe en 1918 à la bataille de Saint-Mihiel et à l'offensive Meuse-Argonne lors de la Première Guerre mondiale. 
Démobilisée en 1919, la division réapparaît en 1942, lors de la Seconde Guerre mondiale, et est engagée sur le front de l'Ouest. Certains de ses éléments participent lors du débarquement de Normandie, sur Utah Beach, et l'ensemble de l'unité est débarqué le 10 juin, joue un rôle actif lors de la bataille de Normandie et contribue notamment à l'encerclement des forces allemandes dans la poche de Falaise. 
Par la suite, elle participe à la bataille de Metz et s'empare du fort de Kœnigsmacker, avant de pénétrer en Allemagne en décembre 1944. Si elle est contrainte de se replier lors de la bataille des Ardennes, elle reprend ensuite sa progression tout au long de la campagne d'Allemagne en perçant la ligne Siegfried et traversant la Prüm. Elle contribue à la prise de Mayence et avance jusqu'à la frontière avec la Tchécoslovaquie, qu'elle atteint le 18 avril 1945 et libère le camp de concentration de Flossenbürg. 
Elle est de nouveau démobilisée depuis la fin de la guerre, même si la 90e brigade de soutien, créée en 1995, reprend son héritage. 

## Liens web
- (en) « Histoire de la 90e division d'infanterie », Lone Sentry (consulté le 4 mai 2016)
- (en) « Site officiel de l'association de la 90e division » (consulté le 4 mai 2016)
- (en) « 90th Infantry Division Preservation Group » (consulté le 4 mai 2016)
- (en) « 90th Infantry Division », Combat Reels (consulté le 15 mai 2016)